# Weston by Welland
Weston by Welland – wieś w Anglii, w hrabstwie Northamptonshire, w dystrykcie (unitary authority) North Northamptonshire. Leży 32 km na północ od miasta Northampton i 123 km na północny zachód od Londynu. Miejscowość liczy 141 mieszkańców.